# Fast and Furious : Les Espions dans la course
Fast and Furious : Les Espions dans la course, ou Rapides et Dangereux : Les Espions dans la course au Québec (Fast & Furious: Spy Racers), est une série d'animation américaine, inspirée de la franchise cinématographique Fast and Furious.
La série est diffusée sur Netflix depuis le 26 décembre 2019.

## Synopsis
Tony Toretto, jeune cousin de Dominic Toretto, est recruté par une agence gouvernementale. Avec ses amis, il est chargé d'infiltrer une organisation de courses d'élites servant de façade à une organisation criminelle, SH1FT3R.

## Distribution

### Principaux
- Tyler Posey (VF : Maxime Baudouin) : Tony Toretto, le jeune cousin de Dominic Toretto[1]. C'est lui qui prend part aux premières courses et qui « dirige » le groupe.
- Camille Ramsey (VF : Clémentine Blayo) : Layla Gray, une pilote underground travaillant pour SH1FT3R[1], mais qui va finalement aider Tony et son groupe.
- Charlet Chung (VF : Zina Khakhoulia) : Margaret « Echo » Pearl, une artiste et espionne[1] qui a notamment conçu elle-même sa propre voiture de course électrique.
- Jorge Diaz (VF : Clément Moreau) : Cisco Renaldo[1], le mécanicien du groupe, qui pilote un 4x4 vert.
- Luke Youngblood (VF : Thomas Sagols) : Frostee Benson, un génie de 13 ans[1], c'est le technicien du groupe.
- Renée Elise Goldsberry (VF : Laura Blanc) : Miss Nullepart (Ms. Nowhere en VO), l'agent de liaison[1]

### Récurrents et invités
- Similce Diesel : Sissy Benson, la petite sœur de Frostee[1]
- Tru Valentino : Gary[1]
- Manish Dayal (VF : Benjamin Bollen) : Clash Laclass (Sashi Dhar en VO), leader de SH1FT3R[1] et hors-la-loi
- Dave Thomas (en) : Cleve Kelso, milliardaire véreux
- Avrielle Corti : Rafaela Moreno, fille unique du défunt chef d'une puissante famille mafieuse de Rio
- Jimmy Tatro (VF : Jérémy Bardeau) : Mitch[1]
- Carlos Alazraqui[1]
- Eric Bauza[1]
- Grey DeLisle[1]
- Kevin Michael Richardson[1]
- Vin Diesel (VF : Guillaume Orsat) : Dominic Toretto, qui apparaît au début de la série pour présenter Tony et son groupe

## Fiche technique
Sauf indication contraire, les informations mentionnées dans cette section peuvent être confirmées par la base de données cinématographiques IMDb,  présente dans la section « Liens externes ».
- Titre original : Fast & Furious: Spy Racers
- Titre français : Fast and Furious : Les espions dans la course
- Titre québécois : Rapides et dangereux : Les espions dans la course
- Créateur : Tim Hedrick et Bret Haaland
- Réalisation : Eugene Lee
- Scénario : Mitch Iverson, d'après les personnages créés par Gary Scott Thompson
- Musique : Ryan Lofty, Jay Vincent, David Butterfield et Alex Geringas
- Production : Vin Diesel, Bret Haaland, Tim Hedrick, Chris Morgan et Neal H. Moritz
- Sociétés de production : Chris Morgan Productions, DreamWorks Animation, One Race Films, Original Film et Universal Animation Studios
- Sociétés de distribution : Netflix
- Pays d'origine :  États-Unis
- Langue originale : anglais
- Format : couleur
- Genre : action, espionnage

## Production
En avril 2018, il est annoncé que Netflix a donné son accord pour produire la série. La série est notamment produite par DreamWorks Animation, tout juste acquise par NBCUniversal,,,,. La distribution des acteurs prêtant leur voix à la série est annoncée en novembre 2019.

## Épisodes

### S1 - (2019)
1. La victoire dans le sang (Born A Toretto)
2. Bienvenue dans SH1FT3R (Enter SH1FT3R)
3. Le Grand Prix de la ville fantôme (Ghost Town Grand Prix)
4. Chouette, les codes ! (The Owl Job)
5. La chambre forte céleste (The Celestial Vault)
6. La dernière clé (The Final Key)
7. Allumage (Ignition)
8. La clé de Vegas (The Key to the Strip)

### S2: Rio - (2020)
1. Au revoir, L.A., bonjour Rio (Escape from L.A.)
2. Les espions perdent pied (That sinking feeling)
3. Bienvenue à Rio (Bem-vindo ao Rio)
4. Explosion (Combustion)
5. Conduite à l'aveugle (Driving blind)
6. Un Echo venu de nulle part (An Echo of Nowhere)
7. La patronne (the patroness)
8. Tchau, les moches (Tchau, Uggos)

### S3: Sahara - (2020)
1. Le haboob géant (The Giant Haboob)
2. Le cul-de-sac (The Dead End)
3. Le puits est à sec (The Empty Well)
4. Course-poursuite (The Hunt)
5. Le bouclier bédouin (The Bedouin Shield)
6. L'œil du Sahara (The Eye of the Sahara)
7. La combi de Cleve (RoboCleve)
8. L'ouragan de feu (Sirocco Fire Explosion)

### S4: Mexique - (2021)
1. Chasse aux fantômes (Chasing Phantoms)
2. Le convoi (The Convoy)
3. En cavale (The Fugitives)
4. Moray (That’s Moray)
5. Le roi Ocelot contre El Mariposa (The Ocelot King vs. El Mariposa)
6. Le siège (The Siege)
7. Dans le labyrinthe (Into the Labryinth)
8. Attention aux coulées de lave ! (Don't Go Chasing Lavafalls)

### S5: Pacifique Sud - (2021)
1. Jeu sur la ville (R.O.A.M. Around the World)
2. Opération Sauvetage (The Rescue)
3. Levez l'ancre ! (Anchors Away)
4. Pleurer ou conduire, il faut choisir (Driving and Crying)
5. Conduire et périr (Ride and Die)
6. Ex Machina (Ex Machina)
7. Prise de contrôle (The Takeover)
8. Le virus Toretto (The Toretto Virus)

### S6: Retour au bercail - (2021)
1. La journée de l'incinération (Incineration Day)
2. La tempête de neige (Snowed in)
3. La revanche d'une blonde (Rafaela's Raf-venge)
4. L'autoroute de l'éclate (Fun on the Autobahn)
5. La détonation (Detonation)
6. La fonte des glaces (Meltdown)
7. Un début hollywoodien (Hollywood Beginning)
8. Traquer Sina (Dann Hunt)
9. Sauvage (Wildcat)
10. Eau et pétrole (Oil and Water)
11. Adieu, Hollywood - Partie 1 (Say Goodbye to Hollywood Part 1)
12. Adieu, Hollywood - Partie 2 (Say Goodbye to Hollywood Part 2)